# インドとモルディブの関係
インドとモルディブの関係（英語: India–Maldives relations）を主題とする本項では、主にインド共和国とモルディブ共和国の二国間関係について述べる。両国の関係は友好的であり、戦略的、経済的、軍事的に密接な関係にある。インドはモルディブの安全保障に直接貢献したこともある。

## 背景
モルディブ諸島はインド洋上の現インド共和国領ラクシャドウィープの南に位置する。両国はモルディブがイギリスから独立した1966年に外交関係を樹立した。インド共和国はモルディブ共和国の独立を承認した最初の国家群の一つである。爾来両国は親密な戦略的、軍事的、経済的、文化的関係を発展させてきた。インドはモルディブの域内問題や課題への取り組みを同国から離れたところで支援し続けている。モルディブはインドとの友好関係をインドから受ける支援の源泉と捉えてきただけでなく、スリランカへのカウンターバランスとも考えてきた。スリランカはモルディブに近接する島国であるとともに同国最大の貿易相手国でもある。

## 二国間関係の発展
インド共和国とモルディブ共和国は、1976年に公式かつ友好的に二国間の海上国境を画定した。1982年にモルディブ大統領マウムーン・アブドル・ガユームの兄弟が、海上国境のインド側にあるミニコイ島はモルディブ諸島の一部であると宣言して外交問題となったが、モルディブ政府は直ちにミニコイ島について領土問題は存在しないと表明した。インドとモルディブは1981年に包括的な貿易協定を結んだ。両国は南アジア地域協力連合（SAARC）、南アジア経済連合の創設メンバー国であり、南アジアFTAの締約国である。両国首脳は首脳会談のほか地域問題に関する対話を継続的に行っている。

## サボテン作戦
1988年11月、タミル・イーラム人民解放機構の武装民兵80人を乗せた数隻の高速艇がモルディブに上陸し、同国に浸透していた同盟者（モルディブの立場から見れば「内通者」）の手引きで政府の転覆工作を開始した。陰謀はスリランカのタミル民兵グループの一つによるものであったが、一般にはモルディブ大統領マウムーン・アブドル・ガユームの長期執政に反対する商工業者や政治家たちが実権を握ろうとしたものであると信じられた。
上陸した武装民兵らは11月3日に蜂起し、首都マレで政府庁舎や空港などを制圧したが、大統領の身柄確保には失敗した。退避に成功した大統領はインドに軍事支援を要請し、当時のインド共和国首相ラジーヴ・ガンディーは直ちに1,600名のインド軍部隊を派遣してモルディブ政府の支援にあたらせた。この軍事作戦は、インド軍では「サボテン作戦」（"Operation Cactus"）のコードネームで呼ばれた。インド軍は援助要請から12時間以内に到着し、それから数時間のうちにクーデターを鎮圧してモルディブを完全な統制下に収めた。タミル・イーラム人民解放機構の民兵19人が殺害され、インド兵1人が負傷した。
インドの介入は、アメリカ、ソ連、イギリスなどの先進諸国や、ネパールやバングラデシュといった近隣諸国から支持された。アメリカ合衆国大統領ロナルド・レーガンは、インドの作戦を「地域の安定に価値ある貢献をした」と評した。報道によると、イギリス首相マーガレット・サッチャーは「インドがガユーム大統領とその政府を救ったことを神に感謝する。大統領の救援に間に合うよう軍に招集をかけ、ここから派遣することは、わが国には不可能なことであった。」とコメントした。一方で、スリランカの全国紙は「南アジアの小国が、現在進行している事態はインドに覇権拡大の機会を与えるものとして恐れていることは、無視されるべきでない」という趣旨の社説を掲載している。
インドの迅速かつ決定的な勝利とモルディブ政府による統治の回復は、両国により緊密な友好・協力関係をもたらすことにもなった。国家安全保障上の危機とスリランカとの緊張激化を通じ、モルディブはインドとの二国間関係を将来的な安全保障に資するものとしても捉えるようになった。

## 経済関係
サボテン作戦の勝利以来、インドとモルディブの関係は多方面で拡大した。インドはモルディブへの経済援助を拡大し、また、社会資本、保健、島同士をつなぐ航空便、通信設備、労働力の発展を目的とした二国間政策要綱をモルディブに提供した。インドはインディラ・ガンディー記念病院を首都のマレに設立した他、通信・航空設備を拡充し、モルディブの学生向けの奨学金も拡大させた。2006年のインドの対モルディブ輸出額は38.4億ルピーであったが、逆にモルディブからの輸入額は6000万ルピーにも満たなかった。インドステイト銀行は、モルディブの経済開発援助に5億ドル以上をこれまでに投じている。また、マグロ漁およびマグロの加工に関して、インドとモルディブは共同事業を進める計画を発表している。